# Антипарниковий ефект

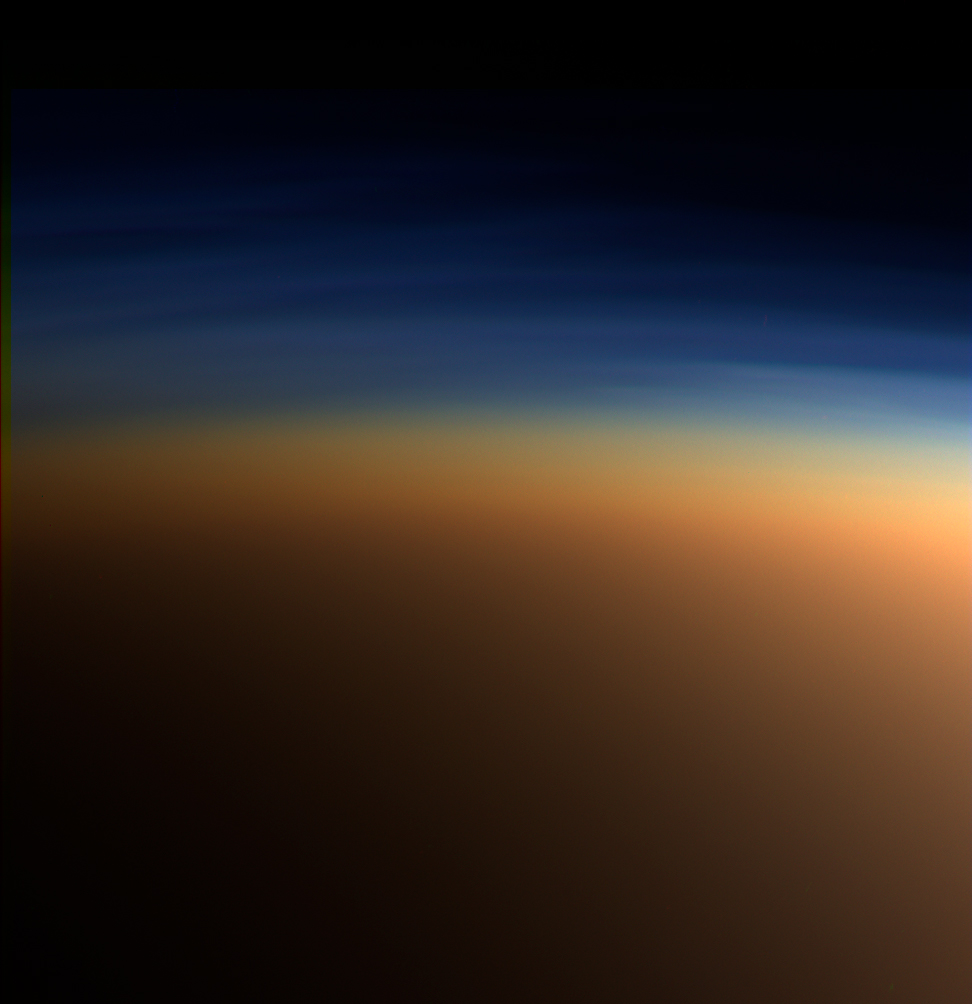
Зображення атмосферних шарів Титана з аерозолями

Антипарниковий ефект — атмосферний ефект, що завдає протилежну  парниковому ефекту дію, а саме охолоджуючий поверхню небесного тіла. На відміну від парникового ефекту, в даному випадку атмосфера добре поглинає  сонячне випромінювання, однак пропускає  інфрачервоне від поверхні. В сукупності це призводить до охолодження поверхні.
У даний час відомо кілька прикладів антипарникового ефекту в  Сонячної системи.  Аерозолі в атмосфері  Титану, що містять органічні молекули, поглинають 90% сонячного випромінювання, але досить слабо — в інфрачервоній області спектру. В результаті поверхня Титану на 10 градусів холодніша, ніж повинна бути. Також для атмосфери Титану характерна зворотна температурна залежність, коли з підвищенням висоти температура атмосфери зростає.
Дещо інший механізм на  Плутоні. При наближенні Плутона до Сонця, температура близько його поверхні змушує льоди сублімуватися і перетворюватися на гази. Це створює антипарниковий ефект: подібно поту, що охолоджує тіло при випаровуванні з поверхні шкіри, сублімація створює охолоджуючий ефект на поверхню Плутона. При віддаленні планети від Сонця гази конденсуються назад на поверхню планети (починаючи з шапок полюсів).
Можливі локальні антипарникові ефекти, наприклад на  Землі в промислових районах з великими викидами аерозолів, в  зоні виверження вулканів або на  Марсі під час пилових бур.
Також подібні сценарії розглядаються в разі  ядерної зими і ранньої атмосфери  Землі.

## Ресурси Інтернету за журналами
- Science — The greenhouse and antigreenhouse effects on Titan [Архівовано 15 квітня 2010 у Wayback Machine.]
- Planetary Photojornal — PIA06236: Titan: Complex 'Anti-greenhouse' [Архівовано 27 квітня 2014 у Wayback Machine.]
- ScienceDaily — Methane-Based Greenhouse And Anti-Greenhouse Events Led To Stable Archean Climate [Архівовано 3 вересня 2014 у Wayback Machine.]
- Nature — Late Precambrian Glaciation: an Anti-Greenhouse Effect? [Архівовано 3 вересня 2014 у Wayback Machine.]
- Astrobiology Magazine — Titan: Greenhouse and Anti-greenhouse
- New Scientist — Science: 'Antigreenhouse effect' reduces warming of Saturn's moon [Архівовано 3 вересня 2014 у Wayback Machine.]
- Icarus — Analytic Solutions for the Antigreenhouse Effect: Titan and the Early Earth[недоступне посилання з серпня 2019]